# Le Haut-Corlay
Le Haut-Corlay is een gemeente in het Franse departement Côtes-d'Armor (regio Bretagne) en telt 714 inwoners (1999). De plaats maakt deel uit van het arrondissement Saint-Brieuc.

## Geografie
De oppervlakte van Le Haut-Corlay bedraagt 25,3 km², de bevolkingsdichtheid is 28,2 inwoners per km².
De onderstaande kaart toont de ligging van Le Haut-Corlay met de belangrijkste infrastructuur en aangrenzende gemeenten.

## Demografie
Onderstaande figuur toont het verloop van het inwonertal (bron: INSEE-tellingen).

1. ↑  Populations de référence 2022.